# Chris Pirillo

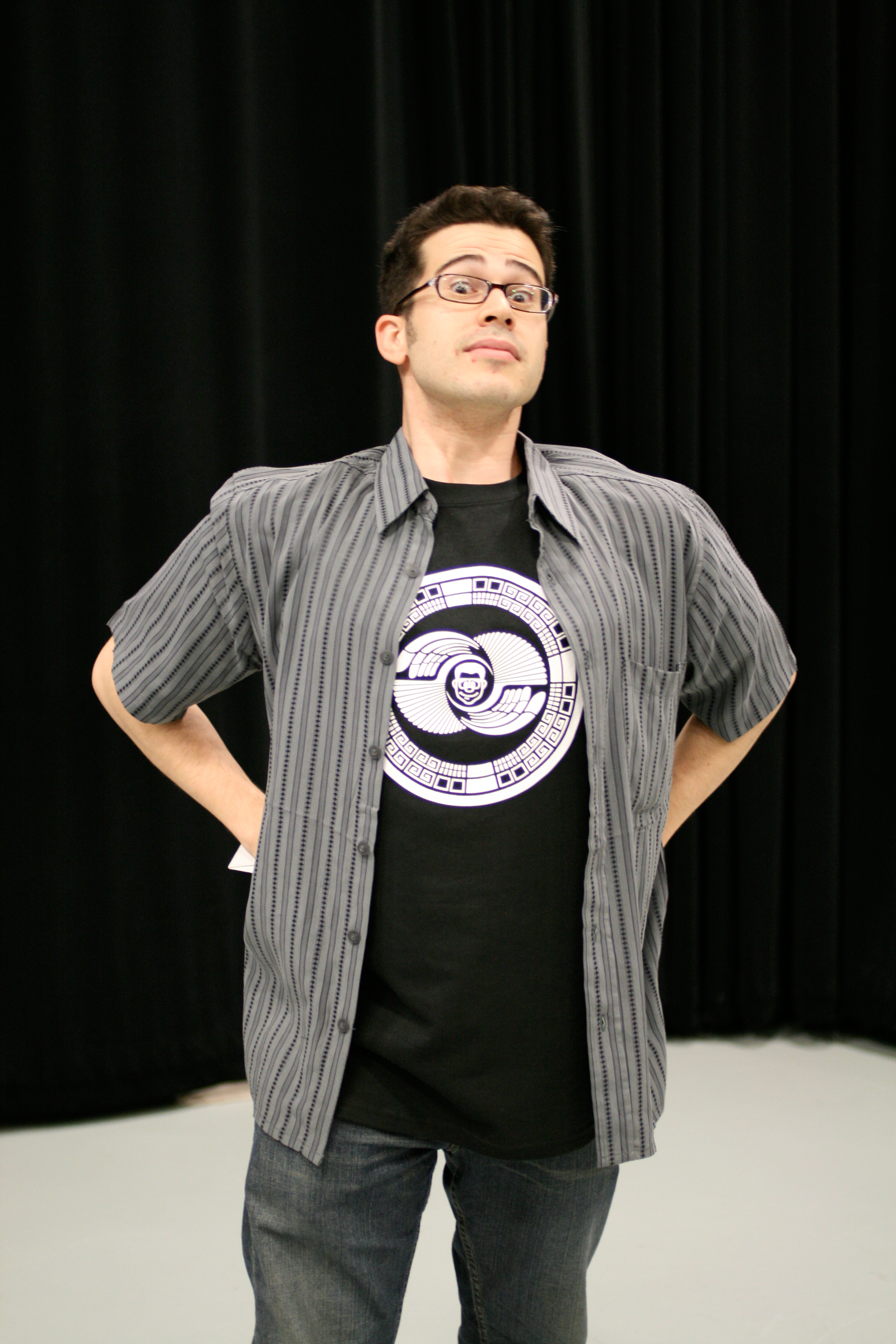
Chris Pirillo

Chris Pirillo (n. 26 iulie 1973, Des Moines, Iowa) este fondatorul și întreținătorul companiei Chris Pirillo. Timp de 2 ani a lucrat la canalul de televiziue TechTV⁠(d) (cunoscut mai ales ca G4⁠(d)), fiind gazda emisiuni Call for Help⁠(d).